# Lü Qin
Dans ce nom chinois, le nom de famille, Lü, précède le nom personnel.
Lü Qin (chinois : 吕钦 ; pinyin : lǚ qīn, né le 10 août 1962 dans le district de Huiyang, à Huizhou dans la province du Guangdong en Chine) est un des meilleurs joueurs de xiangqi du monde.
Son palmarès contient 28 tournois majeurs.
Il est connu pour sa force en milieu et en fin de partie.
- 5 championnat du monde individuel de xiangqi en 1990, 1995, 1997, 2001 et 2005[4].
- 1 championnat d'Asie individuel de xiangqi en 1985, 1999

- 5 championnat de Chine de xiangqi en 1986, 1988, 1999, 2003 et 2004 ;
- 11 coupe Wuyang  (5 béliers) en 1989, 1990, 1991, 1992, 1993, 1996, 2000, 2001, 2002, 2004, 2009
- 4 Coupe Yin Li : 1990, 1992, 1999, 2000
- 1 ligue nationale 2005

## Vie privée
Lü a pour langue maternelle le min. Sa femme, Xu Miaoling （许妙玲） pratique également le xiangqi à haut niveau.